# إيفان ديكر
إيفان ديكر هو كوميدي ارتجالي كندي، ولد في 8 نوفمبر 1985 في مونتريال في كندا.

## وصلات خارجية
- إيفان ديكر على موقع IMDb (الإنجليزية)
- إيفان ديكر على موقع ميوزك برينز (الإنجليزية)